# Repubblica Socialista Sovietica Uzbeka
La Repubblica Socialista Sovietica Uzbeka o RSS Uzbeka (in uzbeco: Ўзбекистон Совет Социалистик Республикаси, O`zbekiston Sovet Socialistik Respublikasi; in russo: Узбекская Советская Социалистическая Республика, Uzbekskaja Sovetskaja Socialističeskaja Respublika) fu il nome dato all'Uzbekistan il 27 ottobre 1924.
Nel 1924, i confini delle unità politiche dell'Asia centrale furono modificati lungo le direttrici etniche stabilite dal Commissario di Lenin per le Nazionalità, Iosif Stalin. La RSSA del Turkestan, la Repubblica Sovietica Popolare di Bukhara e la Repubblica Popolare di Corasmia furono abolite e i loro territori furono divisi tra cinque repubbliche socialiste sovietiche, una delle quali era la RSS Usbeca. L'anno seguente, il 13 maggio 1925, la RSS Usbeca divenne una delle repubbliche dell'Unione delle Repubbliche Socialiste Sovietiche.
La RSS Usbeca comprese la RSSA Tagica fino al 1929, quando fu innalzata allo stesso livello della RSS Usbeca. Nel 1930 la capitale usbeca fu spostata da Samarcanda a Taškent, e nel 1936 la RSS Usbeca si ingrandì con l'acquisizione della RSSA Karakalpaka, strappata alla RSS Kazaka. Ulteriori trasferimenti di territorio si ebbero dopo la Seconda guerra mondiale tra RSS Usbeca e Kazaka.
Nel 1928, iniziò la collettivizzazione delle terre in fattorie di Stato, che durarono fino alla fine degli anni trenta.
Nel 1937-38, durante le Grandi purghe, un gran numero di nazionalisti fu giustiziato, fra cui Faizullah Khojaev, il 1º Primo ministro.
Durante la Seconda guerra mondiale, molte industrie furono trasferite nella RSS Usbeca da posizioni vulnerabili site nelle regioni occidentali dell'URSS, per tenerle al sicuro. Un gran numero di russi, ucraini e persone di altre nazionalità giunse insieme alle fabbriche, modificando la demografia dello Stato. La situazione demografica fu ulteriormente aggravata dai trasferimenti da altre parti dell'URSS di gruppi etnici sospettati da Stalin di collaborazione con le Potenze dell'Asse. Tra questi vi erano coreani, tatari e ceceni.
Durante il periodo sovietico, l'islam divenne un punto focale per le idee antireligiose delle autorità comuniste. Il governo fece chiudere la maggior parte delle moschee, e le scuole religiose divennero musei antireligiosi. Gli usbechi che rimasero musulmani praticanti furono spesso obiettivo di imprigionamento o esecuzione. Il lato positivo fu l'eliminazione virtuale dell'analfabetismo, anche nelle aree rurali: nel 1917 solo una piccola parte della popolazione sapeva leggere e scrivere, nel periodo sovietico la percentuale giunse quasi al 100%.
Il Partito Comunista fu l'unico partito legale nella RSS Usbeca fino al 1990. Il primo segretario del Partito dell'Uzbekistan fu un usbeco; Sharaf Rashidov, fu anche leader per un lungo periodo di tempo, dal 1959 al 1983. L'ultimo segretario fu Islom Karimov.
Il 1º settembre 1991 la RSS Usbeca fu chiamata Repubblica di Uzbekistan, con a capo Islom Karimov, restando formalmente parte dell'Unione Sovietica fino al 26 dicembre 1991. Con il collasso dell'Unione Sovietica, l'Uzbekistan divenne indipendente, con Karimov presidente.